# アンドレ・ユング
アンドレ・ユング（André Jung、1953年12月13日 - ）は、ルクセンブルクの俳優。

## 出演作品
- es［エス］（ジグラー）